# YKC Sports Cars

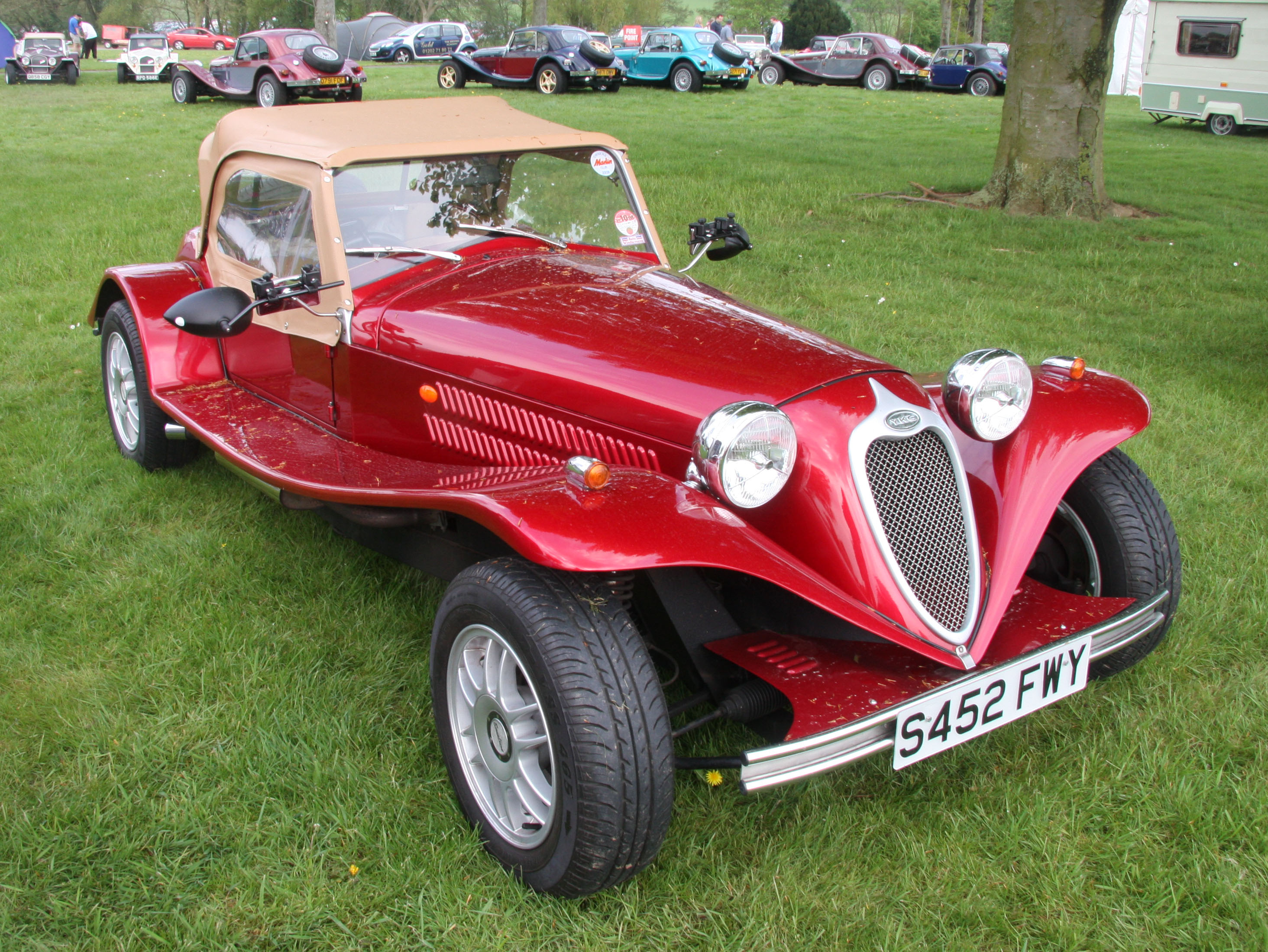
YKC Romero

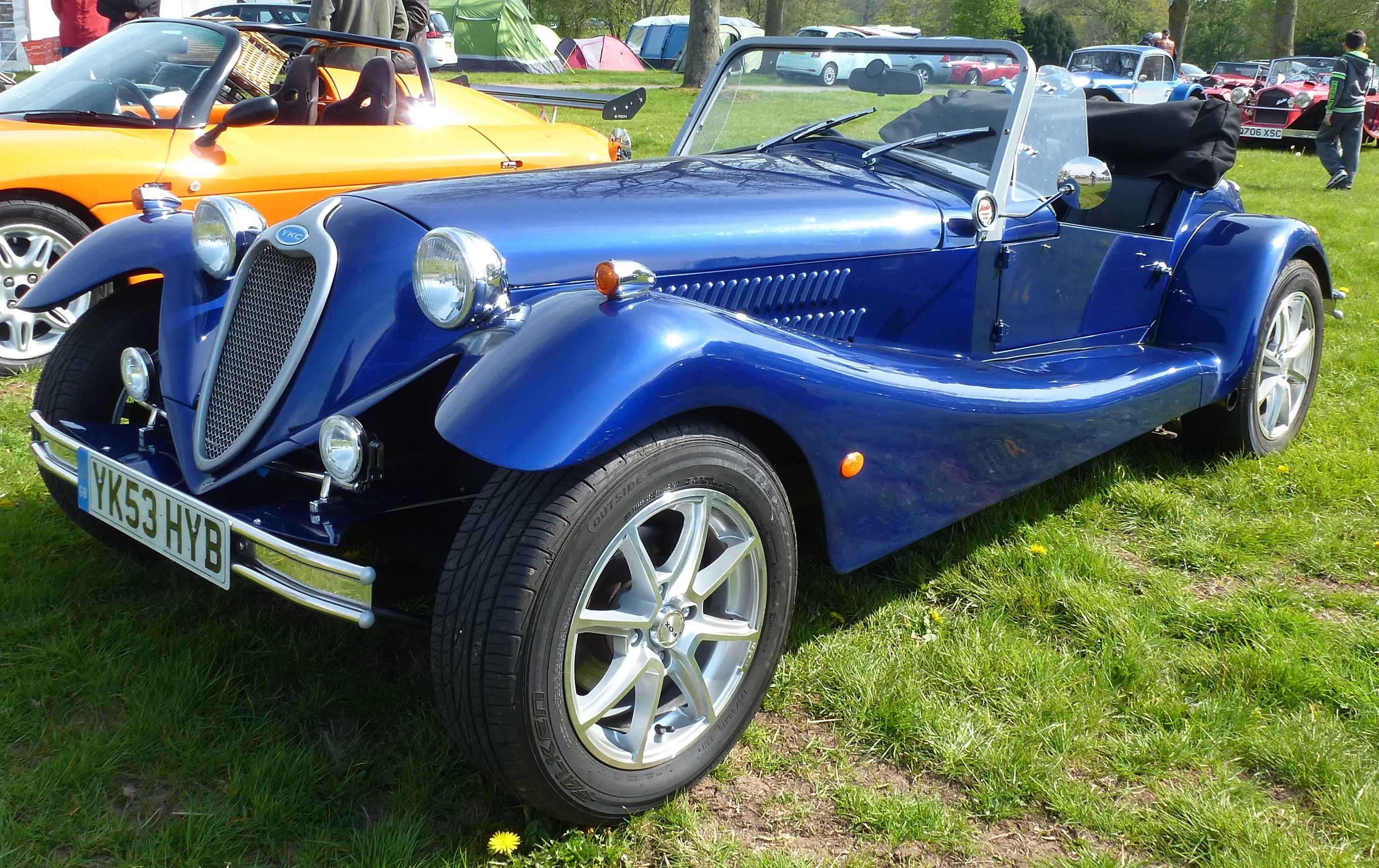
YKC Julietta

YKC Sports Cars Limited, zuvor YKC Engineering Limited, war ein britischer Hersteller von Automobilen.

## Unternehmensgeschichte
Das Unternehmen YKC Engineering Limited wurde am 3. Juli 1992 in Ackworth bei Pontefract in der Grafschaft West Yorkshire gegründet. Andere Quellen nennen den Ort Elvington in North Yorkshire. Stephen Himsworth und Pauline Frances Burt waren ab dem 17. Juli 1992 die Direktoren. Sie begannen mit der Produktion von Automobilen und Kits. Der Markenname lautete YKC, kurz für Yorkshire Kit Cars.  Am 15. Dezember 2000 erfolgte die Umfirmierung in YKC Sports Cars Limited. Martin John Griffin wurde am 18. April 2001 ebenfalls Direktor. Himsworth schied am 30. April 2001 aus, und Pauline Burt am 18. Juli 2001. Donald Edward Burt ersetzte ab dem 13. Februar 2004 Griffin als Direktor. 2007 endete die Produktion. Am 19. Februar 2008 wurde das Unternehmen aufgelöst. Insgesamt entstanden über 800 Exemplare.

## Fahrzeuge
Der Roadster war der Nachfolger des Marlin Roadster von Marlin Engineering. Dies war ein Roadster im Stil der 1930er Jahre. Himsworth und Clive Gamble überarbeiteten das Modell. Die Technik kam vom Ford Sierra. Bis 2004 entstanden etwa 500 Exemplare.
Der Berlinetta war die Coupé-Ausführung des Roadster. Er fand bis 1998 etwa 150 Käufer.
1998 ergänzte der Romeo das Sortiment. Er ähnelte dem Roadster. Die Technik kam ebenfalls vom Ford Sierra. Bis 2004 entstanden etwa 80 Fahrzeuge. Danach fertigte Aquila Sportscars das Modell.
Von 1999 bis 2005 stand der Imola im Angebot und fand etwa 20 Käufer. Bis auf Kleinigkeiten wie den vorderen Kotflügel, die wesentlich dichter an die Vorderräder heran reichten, entsprach er dem Romero.
Der Julietta erschien im gleichen Jahr. Die Unterschiede zum Imola waren gering. Von 2004 bis 2007 setzte Aquila Sportscars die Produktion unter eigenem Markennamen fort. Von diesem Modell entstanden insgesamt etwa 40 Exemplare.
Der Mille Miglia war optisch ebenfalls ähnlich, hatte allerdings zwei kleine umlegbare Frontscheiben. Für dieses Modell wird ein Semi-Monocoque genannt. Von 1999 bis 2004 entstanden etwa zehn Fahrzeuge. Auch dieses Modell fertigte anschließend Aquila Sportcars.
Der Raider stand zwischen 1999 und 2004 im Sortiment. Es war ein Sportwagen für die Rennstrecke, der optisch eine gewisse Ähnlichkeit mit den anderen Modellen von YKC hatte, aber größer war. Ein V8-Motor von Rover trieb das Fahrzeug an. Lediglich zwei Exemplare entstanden.
Der Pace war der Nachfolger des Margin Street Rat von Margin Sports Cars. Dies war ein kleiner offener Zweisitzer. Der Vierzylindermotor kam vom Ford Fiesta. Dieses Modell fand zwischen 2002 und 2004 etwa drei Käufer.
Außerdem übernahm YKC 2002 von Formula 27 Cars die Produktion der Modelle F 27 Clubman und MBE, beides Fahrzeuge im Stil des Lotus Seven, sowie des KR Roadster, eines zweisitzigen Sportwagens. Image Sports Cars setzt die Produktion dieser Modelle seit 2005 fort.